# Panay (Cápiz)
Panay es un municipio filipino de tercera clase, perteneciente a la provincia de Cápiz, en las Bisayas Occidentales.

## Historia
Hacia mediados del siglo XIX, el lugar tenía contabilizada una población de 11 113 habitantes, repartidos en 1604 casas. Aparece descrito en el segundo volumen del Diccionario geográfico, estadístico, histórico de las Islas Filipinas (1851) de Manuel Buzeta Núñez y Felipe Bravo con las siguientes palabras:

PANAY: Pueblo con cura y gobernadorcillo, en la isla de su nombre, prov. de Capiz, dióc. de Cebú; sit. en los 129° 34' 30" long. 11° 27' lat. en terreno llano, á la orilla de un rio, sobre la costa setentrional de la isla, y bajo un clima algo cálido. Tiene unas 1,604 casas, la parroquial y la de comunidad que son las mejores del pueblo: en esta última, que tambien se llama casa tribunal ó de justicia, es donde se halla la cárcel. La iglesia parroquial es de buena fábrica y se halla servida por un cura regular. Confina el térm. por O. con el de Panitan, que dista 1 ¼ leg.; por S. y S. E. con la cordillera que divide esta prov. de la de Iloilo; y por N. con el mar. El terr. es llano, aunque no deja de encontrarse algunos montes hácia el S.; penetra en él algunos esteros y por la costa hay varias ensenadas. Sus prod. son arroz, maiz, cacao, ajonjolí, pimienta caña dulce. algodon, abacá, mangas, cocos y otras frutas y legumbres. Su principal ind. es la agricultura, ocupándose tambien algunos en la pesca, en la caza y en la fabricacion de algunas telas, aunque por lo regular á esto último se dedican las mugeres. pobl. 11,113 almas, y tributos 2,783.
(Buzeta y Bravo, 1851, pp. 383-384)

En 2020, tenía censados 48 890 habitantes.